# Ilmtal-Weinstraße
Ilmtal-Weinstraße è un comune con status di Landgemeinde nel Land della Turingia, in Germania.

## Storia
Il comune di Ilmtal-Weinstraße venne creato il 31 dicembre 2013 dalla fusione dei comuni di Kromsdorf, Liebstedt, Mattstedt, Niederreißen, Niederroßla, Nirmsdorf, Oberreißen, Oßmannstedt, Pfiffelbach e Willerstedt, che fino ad allora erano stati riuniti nella Verwaltungsgemeinschaft Ilmtal-Weinstraße.
Il 1º gennaio 2019 vennero aggregati al comune di Ilmtal-Weinstraße i comuni di Kromsdorf, Leutenthal e Rohrbach